# متیل نیتریت
متیل نیتریت (به انگلیسی: Methyl nitrite) یک ترکیب شیمیایی با شناسه پاب‌کم ۱۲۲۳۱ است. 